# Huw Garmon
Huw Garmon (ur. 15 października 1966 w Llangefni) – walijski aktor filmowy, telewizyjny i sceniczny.

## Biografia
Jego ojciec, Richard Cyril Hughes był walijskim historykiem i pisarzem. Studiował na Uniwersytecie w Aberystwyth. Jako aktor grywał w produkcja walijsko-języcznych i anglojęzycznych. Głośnym filmem z jego udziałem był nominowany do Oscara Hedd Wyn zrealizowany na podstawie biografii walijskiego poety o tym nazwisku. Inne produkcje z jego udziałem to polsko-brytyjski miniserial Wojenna narzeczona (1997) oraz amerykański film sensacyjny Elita zabójców (2011). W latach 1997–2004 występował regularnie w operze mydlanej Pobol y Cwm. Występował też na deskach teatrów.
W 2010 roku został wykładowcą akademickim na Wrexham Glyndŵr University, gdzie wykłada na temat spektakli teatralnych i telewizyjnych.
Prywatnie jest żonaty i ma trójkę dzieci.